# Terence Knox
Terence Knox, nato Terry Davis (Richland, 16 dicembre 1946), è un attore statunitense.

## Filmografia parziale

### Cinema
- La fantastica sfida (Used Cars), regia di Robert Zemeckis (1980)
- Incontri particolari (Circle of Power), regia di Bobby Roth (1981)
- Truckin' Buddy McCoy, regia di Richard Demarco (1982)
- Il cuore come una ruota (Heart Like a Wheel), regia di Jonathan Kaplan (1983)
- Omicidio in 35mm (Lies), regia di Jim Wheat e Ken Wheat (1983)
- Rebel Love, regia di Milton Bagby (1985)
- Deviazioni (Distortions), regia di Armand Mastroianni (1987)
- Il villaggio delle streghe (From a Whisper to a Scream), regia di Jeff Burr (1987)
- Tripwire - Sul filo del rasoio (Tripwire), regia di James Lemmo (1990)
- Forever, regia di Thomas Palmer Jr. (1992)
- Grano rosso sangue II - Sacrificio finale (Children of the Corn II: The Final Sacrifice), regia di David Price (1992)
- Il volo della colomba (The Flight of the Dove), regia di Steve Railsback (1994)
- The Civilization of Maxwell Bright, regia di David Beaird (2005)

### Televisione
- California (Knots Landing) – serie TV, episodio 2x01 (1980)
- Hazzard (The Dukes of Hazzard) – serie TV, episodio 4x21 (1982)
- A cuore aperto (St. Elsewhere) – serie TV, 54 episodi (1982-1984)
- La banda dei sette (Renegades) – serie TV, episodio 1x04 (1983)
- City Killer, regia di Robert Michael Lewis – film TV (1984)
- Chase - Caccia mortale (Chase), regia di Rod Holcomb – film TV (1985)
- Hotel – serie TV, episodio 2x17 (1985)
- J.O.E. and the Colonel, regia di Ron Satlof – film TV (1985)
- La signora in giallo (Murder, She Wrote) – serie TV, episodio 1x18 (1985)
- Visitors (V) – serie TV, episodio 1x13 (1985)
- All Is Forgiven – serie TV, 9 episodi (1986)
- Nel nome del Signore (Murder Ordained) – film TV (1987)
- The Mighty Pawns, regia di Eric Laneuville – film TV (1987)
- Vietnam addio (Tour of Duty) – serie TV, 58 episodi (1987-1990)
- Fuga tra i ghiacci (Snow Kill), regia di Thomas J. Wright – film TV (1990)
- Giorno e notte con l'assassino (Angel of Death), regia di Bill Norton – film TV (1990)
- La voce dell'innocenza (Unspeakable Acts), regia di Linda Otto – film TV (1990)
- Lucky Day, regia di Donald Wrye – film TV (1991)
- Il prezzo della verità (A Mother's Right: The Elizabeth Morgan Story), regia di Linda Otto – film TV (1992)
- Ricatto in videotape (Overexposed), regia di Robert Markowitz – film TV (1992)
- Finché morte non vi separi (Poisoned by Love: The Kern County Murders), regia di Larry Peerce – film TV (1993)
- Lois & Clark - Le nuove avventure di Superman (Lois & Clark: The New Adventures of Superman) – serie TV, 2 episodi (1993)
- 919 Fifth Avenue, regia di Neil Hagar – film TV (1995)
- Sarà per sempre (Stolen Innocence), regia di Bill Norton – film TV (1995)
- Murder One – serie TV, 2 episodi (1996)
- University Blues – film TV (1996)
- Un'altra città, un altro amore (Love in Another Town), regia di Lorraine Senna – film TV (1997)
- Walker Texas Ranger – serie TV, episodio 9x12 (2001)